# Michel David (auteur français)
Pour les articles homonymes, voir Michel David et David.
 (août 2022).
Michel David, né le 12 juin 1956 à Falaise, est un psychanalyste et un auteur français, auteur d'essais littéraires et psychanalytiques ainsi que de romans.

## Biographie
Né à Falaise (Calvados) en 1956, ayant vécu à Granville, il étudie dans les universités de Caen et de Rennes II et au département de psychanalyse de Paris VIII. Il entreprend une analyse personnelle et didactique en 1975 et devient psychanalyste en 1981 à l'hôpital public ainsi qu'en cabinet privé.  
Auteur, il est membre de l'Association de la Cause freudienne, de la Société Internationale Marguerite Duras ainsi que de la Société des Gens de Lettres. 

## Oeuvres
- 1975 : Poèmes et Elégies (à Nicole Marquet), Granville, Ed. In-Octavo
- 1994 : Une Psychanalyse amusante - Tintin à la lumière de Lacan, Paris, Ed. Desclée de Brouwer
- 1996 : Marguerite Duras - Une Ecriture de la jouissance, Paris, Ed. Desclée de Brouwer
- Guide de l'aide psychologique de l'enfant : de la naissance à l'adolescence, avec Jocelyne Jérémie, Odile Jacob, 1999
- 1999 : Serge Gainsbourg - La Scène du fantasme, Paris, Ed. Actes Sud
- 2005 : Le Ravissement de Marguerite Duras, Paris, L'Œuvre et la Psyché/ Ed. L'Harmattan
- 2005 : Marguerite Duras (collectif), Paris, Ed. L'Herne
- 2005 : Amélie Nothomb - Le Symptôme graphomane, Paris, L'Œuvre et la Psyché/ Ed. L'Harmattan
- 2008 : Isabelle Adjani - La Tentation sublime, Paris, Ed. Imago
- 2011 : La Mélancolie de Michel Houellebecq, Paris, Espaces littéraires/ Ed. L'Harmattan
- 2013 : Amélie Nothomb - L'Écriture illimitée, Paris, Espaces littéraires/ Ed. L'Harmattan
- 2016 : A l'Ombre de Duras, Granville, Ed. Lituraterre[3]
- 2017 : La Femme écrite, Paris, Amarante/ Ed. L'Harmattan
- 2018 : La Jouissance de Dieu, Paris, Hors collection/ Ed. L'Harmattan
- 2021 : Tombeau de Jacques Lacan, Paris, Ed. Penta[4]
- 2023 : La Dernière analyse de Jacques Lacan, Paris, Ed. L'Harmattan/ Écritures

Collectif
- 2019 : Marguerite Duras[5] - Actes du colloque de Cerisy (collectif), Paris, Ed. Garnier
- 2019 : Lacan avec Wedekind (collectif), Rennes, Ed. Presses universitaires de Rennes
- 2020 : Dictionnaire Marguerite Duras[5] (collectif), Paris, Ed. Honoré Champion
- 2021 : Descendances durassiennes - écritures contemporaines (collectif), Caen, Ed. Passage(s)

Il a également publié des articles et des études dans des Revues de psychanalyse (La Cause du désir, Quarto, Letterina, Accès, Tabula, Trames...), de littérature (Lettres Modernes Minard), ou de bandes dessinées (Les Amis de Hergé).